# آرسينيو هالفيود
ارسينيو هالفيود (بالهولندية: Arsenio Halfhuid)‏ (9 نوفمبر 1991 بفوربورخ في هولندا - ) هو لاعب كرة قدم هولندي في مركز الدفاع. لعب مع أستون فيلا ونادي إيمن ونادي فولندام وكريينهوت وVV Haaglandia ‏.

## روابط خارجية
- ارسينيو هالفيود على موقع قاعدة بيانات كرة القدم.إي يو (الإنجليزية)
- ارسينيو هالفيود على موقع Soccerway.com (الإنجليزية)